# 新居町
新居町（日语：／ Arai chō */?）為位于静岡縣濱名郡的町。已於2010年3月23日併入湖西市。